# Carlia ailanpalai
Espèce
Statut de conservation UICN

 LC  : Préoccupation mineure
Carlia ailanpalai est une espèce de sauriens de la famille des Scincidae.

## Répartition
Cette espèce se rencontre dans les îles de l'Amirauté dans l'archipel Bismarck en Papouasie-Nouvelle-Guinée. Elle a aussi été introduite sur l'île de Weno aux États fédérés de Micronésie.

## Étymologie
Le nom spécifique ailanpalai vient des mots papous ailan, l'île, et palai, le lézard.

## Publication originale
- Zug, 2004 : Systematics of the Carlia “fusca” lizards (Squamata: Scincidae) of New Guinea and Nearby Islands. Bishop Museum Bulletin of Zoology, vol. 5, p. 1-83 (texte intégral).